# Tests der relativistischen Energie-Impuls-Beziehung

Kinetische Energie nach der speziellen Relativitätstheorie (rot) und der Newtonschen Mechanik (grün). Die Geschwindigkeit ist in Einheiten der Lichtgeschwindigkeit aufgetragen. Die relativistische kinetische Energie (rot) steigt bei Annäherung an die Lichtgeschwindigkeit ins Unendliche. Ein massebehafteter Körper kann diese Geschwindigkeit daher nicht erreichen.

Tests der relativistischen Energie-Impuls-Beziehung dienen zur experimentellen Überprüfung von Aussagen der speziellen Relativitätstheorie, welche Energie, kinetische Energie, Impuls, und Masse betreffen. Laut dieser Theorie weichen die Eigenschaften sehr schnell bewegter Materie stark von den aus der klassischen Mechanik bekannten Eigenschaften ab. Beispielsweise kann die Lichtgeschwindigkeit nicht von massebehafteten Körpern erreicht werden.
Die relativistische Energie-Impuls-Beziehung muss beispielsweise beim Entwurf und bei der Auswertung von Experimenten der Teilchenphysik berücksichtigt werden und wird routinemäßig bei Teilchen nahe der Lichtgeschwindigkeit in einfachen Experimenten im Rahmen des grundständigen Physikstudiums nachgewiesen. Siehe dazu auch Tests der speziellen Relativitätstheorie.

## Die Energie-Impuls-Beziehung

Parallel zur kinetischen Energie steigt auch der relativistische Impuls (rot) bei Annäherung an die Lichtgeschwindigkeit ins Unendliche. Die Geschwindigkeit ist in Einheiten der Lichtgeschwindigkeit aufgetragen.

Bezeichnet {\displaystyle m} die Masse und {\displaystyle v} die Geschwindigkeit eines Körpers, so ist nach der klassischen Mechanik der Impuls {\displaystyle {\vec {p}}=m{\vec {v}}} und die kinetische Energie {\displaystyle E_{\text{kin}}={\tfrac {mv^{2}}{2}}}. Dies würde erlauben, dass bei entsprechender Energiezufuhr jede vorgegebene Geschwindigkeit, auch die Lichtgeschwindigkeit, überschritten wird.
Hingegen besagt die spezielle Relativitätstheorie unter anderem, dass die Lichtgeschwindigkeit {\displaystyle c} in Inertialsystemen eine für massebehaftete Körper unerreichbare Grenzgeschwindigkeit darstellt. Dies wird sowohl durch die Lorentz-Transformation als auch durch die relativistische Energie-Impuls-Beziehung („relativistischer Pythagoras“) ausgedrückt:
{\displaystyle E^{2}-(pc)^{2}=(mc^{2})^{2}\,}.
Daraus folgen die Beziehungen für die Ruheenergie {\textstyle E_{0}}, kinetische Energie {\textstyle E_{\mathrm {kin} }} und Impuls von massebehafteten Teilchen:
{\displaystyle E_{0}=mc^{2},\quad E=E_{0}+E_{\mathrm {kin} }=\gamma mc^{2},\quad E_{\mathrm {kin} }=(\gamma -1)mc^{2},\quad {\vec {p}}=\gamma m{\vec {v}}},
wobei {\displaystyle \textstyle \gamma =1/{\sqrt {1-(v/c)^{2}}}} der Lorentzfaktor ist. Relativistische Energie und Impuls steigen bei Annäherung an die Lichtgeschwindigkeit über alle Grenzen. Daher können massebehaftete Teilchen diese Geschwindigkeit nicht erreichen.
Das alternative Konzept der mit der Geschwindigkeit zunehmenden „relativistischen Masse“ {\textstyle m_{\text{rel}}=\gamma m_{0}} mit der Konsequenz {\textstyle \,{\vec {p}}=m_{\text{rel}}{\vec {v}}\,} und  {\textstyle \,E=m_{\text{rel}}c^{2}\,} führt zu konzeptionellen Schwierigkeiten (siehe Masse (Physik)) und gilt in der Fachliteratur als veraltet.

## Erste Experimente
Erste Experimente, die derartige Beziehungen nachzuweisen imstande waren, wurden von Walter Kaufmann, Alfred Heinrich Bucherer und anderen zwischen 1901 und 1915 durchgeführt. Dabei wurde die Ablenkung von Betastrahlung (Elektronen) in einem magnetischen Feld gemessen, um das Ladung-Masse-Verhältnis zu bestimmen. Da die Konstanz der Ladung bekannt war, konnten Änderungen nur die Masse bzw. den Impuls des elektromagnetischen Feldes der Elektronen betreffen. Dabei wurde früher der Begriff der transversalen elektromagnetischen Masse {\displaystyle m_{T}=m\gamma } verwendet, äquivalent zur oben erwähnten relativistischen Masse {\displaystyle m_{\text{rel}}}. Da in modernen Texten das Konzept der „relativistischen Masse“ kaum mehr verwendet wird, können diese Experimente gemäß obigen Definitionen als Tests des relativistischen Impulses oder der Energie bezeichnet werden, denn es gilt:
{\displaystyle {\frac {m_{\text{rel}}}{m}}={\frac {p}{mv}}={\frac {E}{mc^{2}}}=\gamma }.
Die Resultate der Experimente von Bucherer und Neumann zeigten eine Abnahme des Ladung-Masse-Verhältnisses mit ansteigender Geschwindigkeit und folglich eine Zunahme des Impulses, in quantitativer Übereinstimmung mit der speziellen Relativitätstheorie. Später wurde jedoch gezeigt, dass die Messungen nur qualitativ übereinstimmten und zu ungenau waren, um bestimmte konkurrierende Modelle wie das Modell von Max Abraham auszuschließen.
Allerdings konnte Arnold Sommerfeld bereits 1915 die Feinstruktur des Wasserstoffspektrums mittels der relativistischen Ausdrücke für Impuls und Energie ableiten (im Kontext der Bohr-Sommerfeld-Theorie). Daraufhin ersetzte Karl Glitscher die relativistischen Ausdrücke in der Herleitung des Wasserstoffspektrums mit denen der Theorie von Abraham. Er zeigte, dass Abrahams Theorie im Gegensatz zur Relativitätstheorie nicht mit den Beobachtungen zu vereinbaren war.

## Präzisionsmessungen

Messpunkte von Rogers et al. in Übereinstimmung mit der Relativitätstheorie.

Rogers et al. (1940) führten die ersten Ablenkungsexperimente mit Elektronen mit der nötigen Genauigkeit durch, um die konkurrierenden Modelle schlüssig zu widerlegen. Wie in den Bucherer-Neumann-Experimenten wurde das Ladung-Masse-Verhältnis gemessen, wobei Elektronengeschwindigkeiten von bis zu 0,75 c erreicht wurden.
Sie verbesserten die Messmethode beispielsweise durch Benutzung eines Geigerzählers. Die möglichen Abweichungen betrugen nur ungefähr ein Prozent.
Ein noch genaueres Experiment führten Meyer et al. (1963) durch. Sie beobachteten Elektronen mit Geschwindigkeiten von 0,987 bis 0,99 c. Die Ablenkungen erfolgten dabei in einem statisch-homogenen Magnetfeld, mit dem p gemessen wurde, und in einem statisch-zylindrischen elektrischen Feld, mit dem {\textstyle p^{2}/(m\gamma )} gemessen wurde. Sie bestätigten die Relativitätstheorie mit einer Obergrenze für Abweichungen von ≈0,00037.
Ebenso wurden Messungen des Ladung-Masse-Verhältnisses und folglich des Impulses von Protonen durchgeführt. Grove und Fox (1953) beobachteten 385-MeV-Protonen, die sich mit 0,7 c bewegten. Durch Bestimmung der Kreisfrequenzen und des Magnetfeldes konnte das Ladung-Masse-Verhältnis bestimmt werden. Dies und die Messung des magnetischen Zentrums erlaubte die Bestätigung der relativistischen Vorhersage mit einer Präzision von 0,0006.
Allerdings wandten Zrelov et al. (1958) ein, dass die von Grove und Fox gegebenen Informationen zu spärlich seien und solche Experimente aufgrund der komplexen Bewegung der Protonen beträchtlichen Schwierigkeiten ausgesetzt sind. Deswegen führten Zrelov et al. eine erweiterte Messung mit 660-MeV-Protonen durch, die eine durchschnittliche Geschwindigkeit von 0,8112 c erreichten. Die Geschwindigkeit der Protonen wurde durch Auswertung der Tscherenkow-Strahlung gemessen, der Impuls mit der Methode des stromdurchflossenen dünnen Drahtes, der im Magnetfeld die gleiche Form wie eine entsprechende Teilchenbahn annimmt. Die relativistische Berechnung bestätigte sich mit einer Obergrenze für Abweichungen von ∼0,0041.

## Bertozzi-Experiment

Daten des Bertozzi-Experiments zeigen eine enge Übereinstimmung mit der speziellen Relativitätstheorie. Bei kinetischen Energien von 0,5, 1, 1,5, 4,5 und 15 MeV – entsprechend 1, 2, 3, 9 und 30 m_{e}/c^{2} ergaben sich Geschwindigkeiten v/c = 0,867, 0,910, 0,960, 0,987 und 1 – entsprechend v^{2}/c^{2} = 0,752, 0,828, 0,922, 0,974 und 1.

In Teilchenbeschleunigern wurde die Energie-Impuls-Beziehung der speziellen Relativitätstheorie seit ihrer Einführung in den 1930ern benötigt, und obige Messungen von Impuls und Geschwindigkeit bestätigten die Energie-Impuls-Beziehung der Relativitätstheorie ebenfalls mit hoher Präzision, sodass kein Zweifel mehr an ihrer Richtigkeit bestand. Allerdings ist die Bestimmung von Impuls und Geschwindigkeit in Ablenkungskurven auch abhängig von Zusatzfaktoren und Effekten, die zusammen berücksichtigt werden müssen. Deswegen führte William Bertozzi (1964) ein Experiment durch, um die relativistischen Effekte besonders klar zu demonstrieren, und zwar durch direkte Messung der Geschwindigkeit und der kinetischen Energie von Elektronen.
Er benutzte den Elektronenbeschleuniger des MIT für fünf Experimentaldurchgänge, in denen Elektronen mit Energien zwischen 0,5 und 15 MeV von einem Van-de-Graaff-Beschleuniger erzeugt wurden und 8,4 Meter zurücklegten, bis sie auf eine Aluminiumscheibe trafen. Zuerst wurde die Flugzeit und somit die Geschwindigkeit der Elektronen in allen fünf Durchgängen gemessen – diese Daten waren in enger Übereinstimmung mit der speziellen Relativitätstheorie (s. Bild). Die kinetische Energie wurde in diesem Stadium vorerst nur indirekt durch die beschleunigenden Felder ermittelt. Deswegen maß Bertozzi die Wärme (Kalorimetrie), die Elektronen zwischen 1,6 und 4,8 MeV auf der Aluminiumscheibe erzeugte, und fand Übereinstimmung innerhalb einer Fehlergrenze von 10 %.

## Experimente für das grundständige Studium
Inzwischen können Messungen der relativistischen Energie bzw. des Impulses in einfacher Form in Universitätslaboratorien, die geeignet sind für das grundständige Studium, durchgeführt werden. Dabei werden im Wesentlichen drei Methoden angewandt: a) Experimente mit Betastrahlung, um beispielsweise den Impuls während der Ablenkung in einem magnetischen Feld oder die kinetische Energie beim Aufprall am Detektor nachzuweisen; b) Compton-Effekt, wobei die Elektronen auf relativistische Geschwindigkeit gebracht werden können; c) Positron-Annihilation, wo Energie und Impuls der entstehenden Strahlung überprüft werden können.
| Betastrahlung   | Betastrahlung |
| --------------- | ------------- |
| Marvel et al.   | 2011          |
| Lund et al.     | 2009          |
| Luetzelschwab   | 2003          |
| Couch et al.    | 1982          |
| Geller et al.   | 1972          |
| Parker          | 1972          |
| Bartlett et al. | 1965          |

| Compton-Effekt   | Compton-Effekt |
| ---------------- | -------------- |
| Jolivette et al. | 1994           |
| Hoffman          | 1989           |
| Egelstaff et al. | 1981           |
| Higbie           | 1974           |

| Positron-Annihilation | Positron-Annihilation |
| --------------------- | --------------------- |
| Dryzek et al.         | 2006                  |

## Hochenergieexperimente in Teilchenbeschleunigern
In modernen Teilchenbeschleunigern werden die Vorhersagen der speziellen Relativitätstheorie bei hohen Energien routinemäßig bestätigt und sind notwendig für Design und Auswertung von Kollisionsexperimenten.
Beispielsweise wird die Zeitdilatation bewegter Teilchen beim Zerfall instabiler Teilchen beobachtet, und das relativistische Additionstheorem der Geschwindigkeiten ist notwendig zum Verständnis der Verteilung der Synchrotronstrahlung. Ebenso wurde die relativistische Energie-Impuls-Beziehung in Geschwindigkeitsmessungen und zahlreichen Hochenergieexperimenten bestätigt.

### Geschwindigkeit
Weit über die Energiewerte des Bertozzi-Experiments hinaus wurden Flugzeitmessungen zur Bestimmung von Geschwindigkeitsunterschieden zwischen Elektronen und Licht durch das Stanford Linear Accelerator Center (SLAC) durchgeführt. Brown et al. (1973) fanden dabei keine Differenz und ermittelten eine obere Grenze für Geschwindigkeitsunterschiede zwischen 11-GeV Elektronen und sichtbarem Licht von {\displaystyle \Delta v/c=(-1{,}3\pm 2{,}7)\times 10^{-6}}.
Guiragossián et al. (1974) beschleunigten in einem weiteren Experiment die Elektronen auf 15–20,5 GeV. Sie benutzten einen Radiofrequenzseparator (RFS), um Flugzeitunterschiede zwischen diesen Elektronen und 15-GeV-Gammastrahlung auf einer Strecke von 1015 m zu messen. Auch hier wurde kein Unterschied festgestellt, mit einer maximalen oberen Grenze von {\displaystyle \Delta v/c=2\times 10^{-7}}.
Bereits vorher führten Alväger et al. (1964) am CERN-Proton Synchrotron eine Flugzeitmessung durch, um die Newtonsche Impulsbeziehung {\displaystyle p=mv} zu testen, wie sie beispielsweise in der Emissionstheorie gültig ist. Dabei entstanden Gamma-Strahlen aus dem Zerfall von 6-GeV-Pionen mit einer Geschwindigkeit von 0,99975 c. Bei Gültigkeit der Newtonschen Beziehung hätten die Gammastrahlen deutlich schneller als das Licht sein müssen. Doch wurde kein solcher Effekt gefunden, mit einer maximalen Obergrenze von {\displaystyle \Delta v/c=10^{-5}}.

### Energie und Kalorimetrie
Das Eindringen hinreichend schneller Teilchen in einen Teilchendetektor geht einher mit Elektron-Positron-Annihilation, Compton-Streuung, Tscherenkow-Strahlung usw., sodass eine Kaskade von Effekten zur Bildung neuer Teilchen (Photonen, Elektronen, Neutrinos etc.) führt. Die Energie dieses Teilchenschauers entspricht der relativistischen kinetischen Energie und der Ruheenergie der eindringenden Teilchen. Anhand der Wechselwirkungen mit dem Detektor kann diese Energie beispielsweise von speziell konstruierten Kalorimetern gemessen werden, wobei diese Messung elektrisch, optisch, thermisch oder akustisch erfolgen kann.
Kalorimetrische Messungen der relativistischen Energie auf thermischer Basis wurden wie oben geschildert bereits von Bertozzi durchgeführt. Es folgten weitere Messungen durch SLAC, bei denen 1982 die Wärme von auf 20 GeV beschleunigten Elektronen gemessen wurde; als Kalorimeter diente ein wassergekühlter Absorber (beam dump) aus Aluminium. Es wurde Übereinstimmung mit der relativistischen Energie-Impuls-Beziehung gefunden, allerdings nur auf 30 % genau.
Die Experimentatoren verwiesen jedoch darauf, dass bereits 1969 kalorimetrische Messungen mit 10-GeV-Elektronen durchgeführt wurden. Als Strahlabsorber wurde dabei Kupfer verwendet, und die Theorie wurde mit einer weit größeren Genauigkeit von 1 % bestätigt.
In modernen Kalorimetern (die nach Art der Wechselwirkung entweder als elektromagnetisch oder hadronisch bezeichnet werden) wird die Energie der Teilchenschauer häufig bestimmt durch Messung der von ihnen verursachten Ionisation. Es kommt auch zu Anregungen (Szintillation) im Detektor, die zur Emission von Licht führen, das durch Szintillationszähler gemessen wird. Ebenso kann die Tscherenkow-Strahlung ausgewertet werden. Bei diesen Methoden ergibt sich, dass die gemessene Energie proportional zur ursprünglichen Teilchenenergie ist.

### Annihilation und Paarbildung
Relativistische Energie und Impuls treten direkt bei Prozessen wie Annihilation und Paarbildung in Erscheinung. Beispielsweise beträgt die Ruheenergie von Elektronen und Positronen jeweils 0,51 MeV. Wenn nun ein Photon mit einem Atomkern wechselwirkt, können Elektron-Positron-Paare gebildet werden, wenn das Photon die nötige Schwellenenergie von 1,02 MeV besitzt. Wenn die Photonenenergie größer ist, wird die überschüssige Energie in kinetische Energie der Teilchen umgewandelt. Der umgekehrte Prozess tritt beispielsweise bei der Elektron-Positron-Annihilation bei niedrigen Energien ein, wo Photonen entstehen, deren gesamte Energie und Impuls der der Ausgangsteilchen entsprechen. Das sind direkte Beispiele der Äquivalenz von Masse und Energie gemäß {\displaystyle E_{0}=mc^{2}}.
Viel deutlicher treten diese Zusammenhänge bei weit größeren Energien auf, wo relativistische kinetische Energie in Ruheenergie umgewandelt wird. 1974 beschleunigte der SLAC-Beschleuniger sowohl Elektronen wie Positronen auf relativistische Geschwindigkeiten, wo ihre relativistische Energie {\displaystyle \gamma mc^{2}} (die Summe von Ruhenergie und kinetischer Energie) ungefähr jeweils 1500 MeV betrug. Bei Zusammenstößen (siehe Colliding-Beam-Experiment) dieser Teilchen entstanden J/ψ-Mesonen mit einer Ruheenergie von ungefähr 3000 MeV.
Weit größere Energien wurden ab 1989 am Large Electron-Positron Collider erzielt, wo Elektronen und Positronen auf jeweils 45 GeV beschleunigt wurden, wodurch W-Bosonen und Z-Bosonen mit Ruheenergien von 80 bis 91 GeV entstehen konnten. Später wurden Energien bis 200 GeV erreicht, so dass diese Teilchen paarweise entstehen konnten.
Diese energiereichen Bosonen wurden schon vorher (1984) im Super Proton Synchrotron durch Proton-Antiproton-Stöße erzeugt. Die Ruheenergie dieser Teilchen beträgt jeweils 0,938 GeV. Sie wurden nun auf ungefähr 270 GeV beschleunigt, sodass die Schwerpunktsenergie bei der Kollision 540 GeV betrug. Diese Energie war nötig, damit ihre Bestandteile, Quarks und Antiquarks, die nötige Energie und den Impuls erhielten, um W- und Z-Bosonen zu erzeugen.
Neben diesen Beispielen wurden eine große Anzahl Experimente durchgeführt, wo sowohl stabile Teilchen wie Protonen und Elektronen als auch eine große Anzahl instabiler Teilchen erzeugt wurden. Neben den genannten Institutionen erzielen vor allem Hadronenbeschleuniger enorme Energien: HERA (bis 920 GeV), das Tevatron (bis 1 TeV), der Relativistic Heavy Ion Collider (bis 200 GeV) und vor allem der Large Hadron Collider (bis 6,5 TeV).